# Ponzano Veneto
Ponzano Veneto là một đô thị ở tỉnh Treviso trong vùng Veneto, có cự ly khoảng 30 km về phía bắc của Venice và khoảng 6 km về phía tây bắc của Treviso. Tại thời điểm ngày 31 tháng 12 năm 2004, đô thị này có dân số 10.894 người và diện tích là 22,1 km².
Ponzano Veneto giáp các đô thị: Paese, Povegliano, Treviso, Villorba, Volpago del Montello.